# Leucochrysa meteorica
Leucochrysa meteorica är en insektsart som beskrevs av Gerstaecker 1894. Leucochrysa meteorica ingår i släktet Leucochrysa och familjen guldögonsländor. Inga underarter finns listade i Catalogue of Life.